# Escalier Denis-Papin
L’escalier Denis-Papin, situé dans la ville de Blois est un escalier monumental de 122 marches et 4 paliers en pierre qui relie la ville haute au quartier du Puits-Châtel, établi en bord de Loire. Du haut de cet escalier, on a une vue panoramique sur le pont Jacques-Gabriel, la vallée de la Loire et sur la vieille ville. La perspective sur l'escalier offerte à partir du pont franchissant la Loire est également remarquable.

## Historique
Au XIXe siècle, comme la circulation dans la ville est difficile, la municipalité d’Eugène Riffault décide l’ouverture d’une rue dans l’axe du pont Jacques-Gabriel et s’inspire des travaux de Georges Eugène Haussmann à Paris.
En même temps que le percement de la rue du Prince Impérial (actuelle rue Denis Papin), Eugène Riffault commande à l’architecte blésois Jules de La Morandière un escalier, version monumentale des traditionnels degrés typiques de Blois, dans l’axe de la rue et du pont. Les travaux, commencent en 1862, et se terminent en 1865. Cependant, l’escalier ne fut jamais réalisé dans la version initialement prévue avec fontaine et balustrades de pierre.
Construit en hommage à l’inventeur blésois, dont la statue domine le haut des marches, l’escalier Denis Papin ouvre une longue perspective vers le sud, offrant une vue sur le quartier du Puits-Châtel, le pont, Blois-Vienne, ainsi que le bas de Saint-Gervais-la-Forêt.

## Décorations temporaires

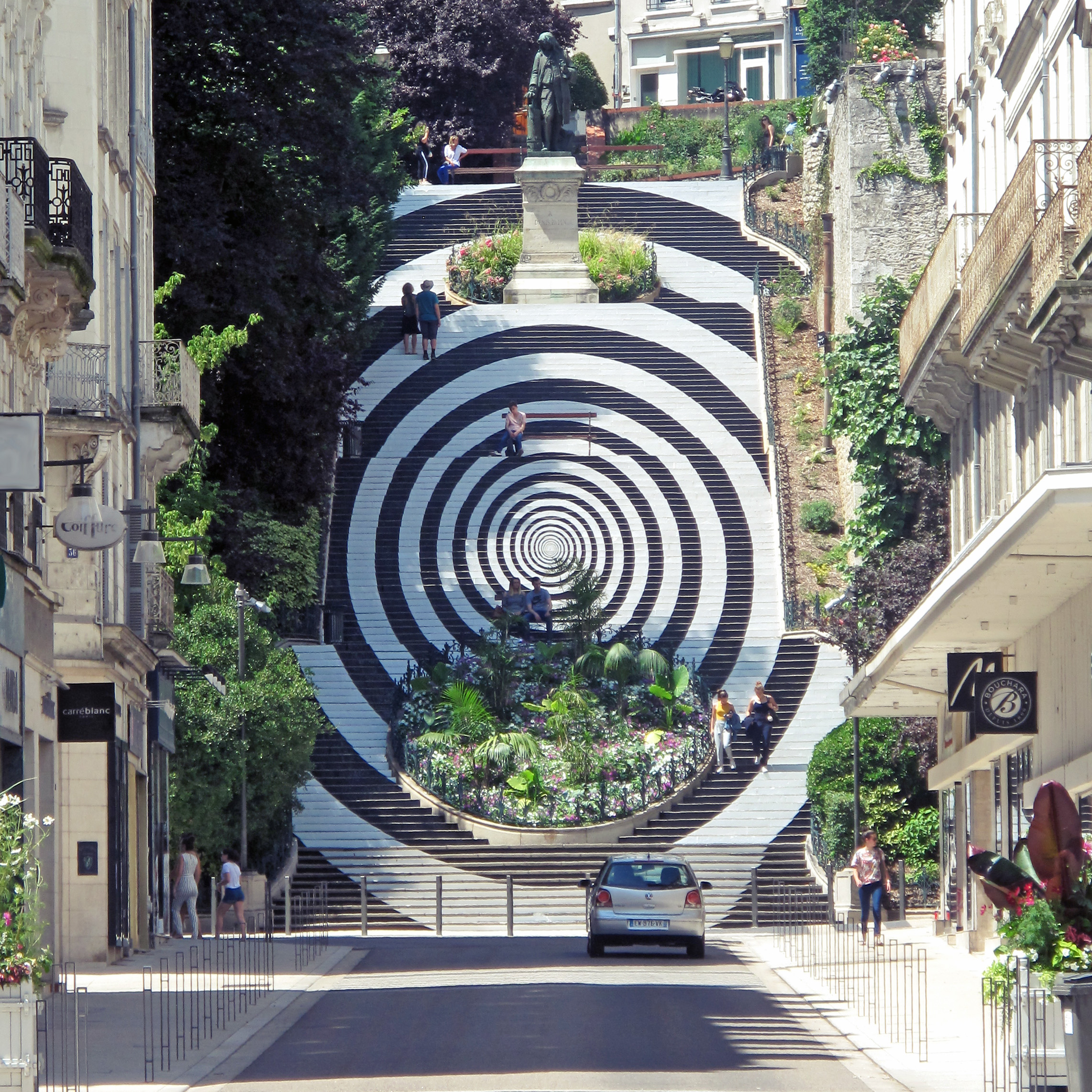
Le tourbillon magique a décoré l’escalier pendant l’été 2018, en clin d’œil au vingtième anniversaire de la Maison de la magie, qui était consacré aux illusions.
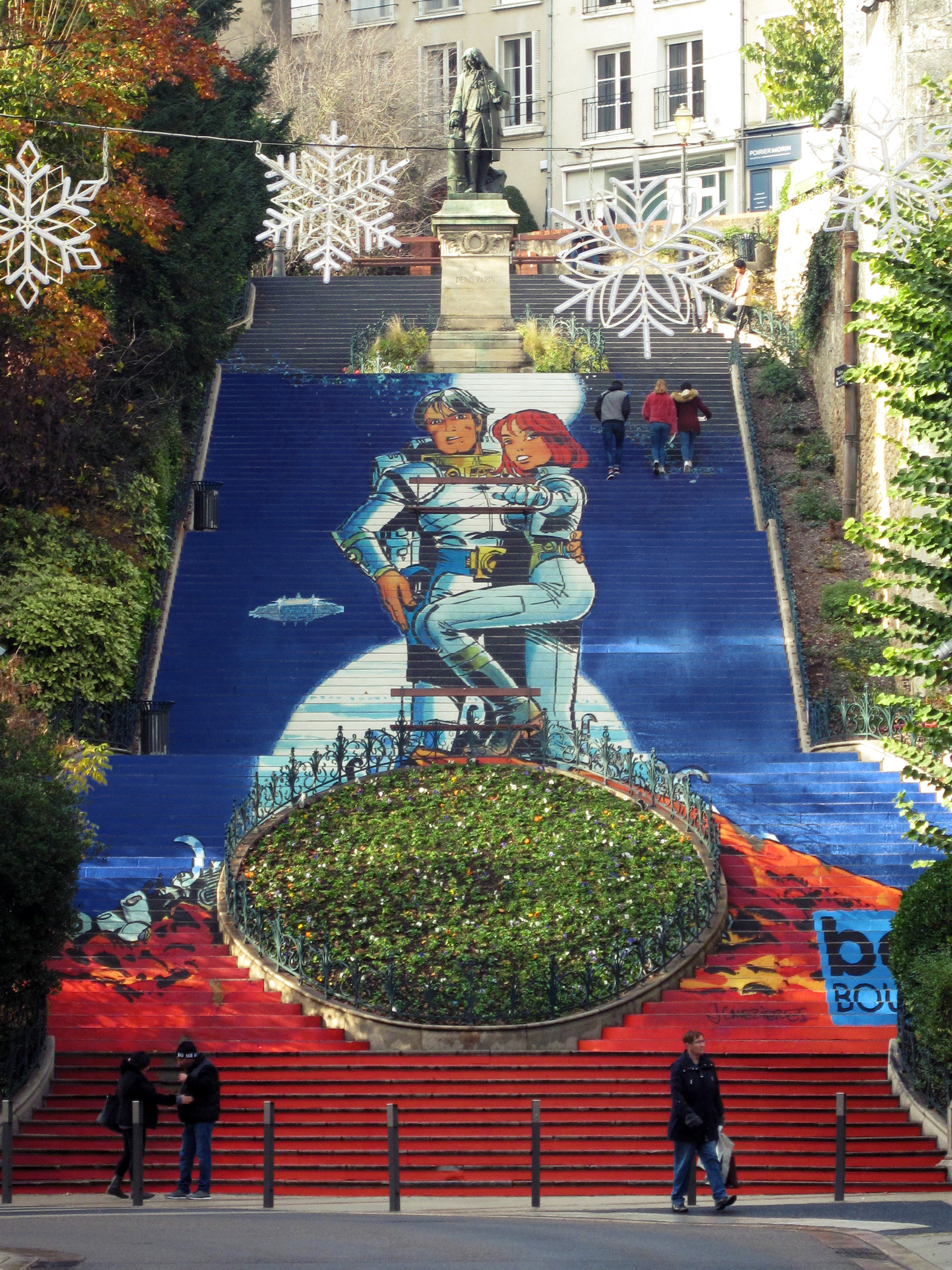

Depuis 2013, l’escalier est ponctuellement décoré à l’occasion de grands évènements locaux : les Rendez-vous de l’histoire, le festival bd BOUM ou certaines expositions du Château royal, de la Maison de la magie et de la Fondation du doute.